# بوریاباف (بروجرد)
بوریاباف روستایی است از توابع شهرستان بروجرد در استان لرستان. این روستا در دهستان همت‌آباد در بخش مرکزی این شهرستان قرار دارد.

## جمعیت
بنابر سرشماری مرکز آمار ایران، جمعیت بوریا باف در سال ۱۳۸۵ برابر با ۱۹۰ نفر بوده‌است که از این میان ۹۴ نفر مرد و بقیه زن بوده‌اند. این روستا ۴۸ خانوار دارد.